# Esther and the King
Esther and the King (Italiaans: Ester e il re) is een Amerikaans-Italiaanse sandalenfilm uit 1960 onder regie van Raoul Walsh en Mario Bava. Het scenario is gebaseerd op het Bijbelboek Esther.

## Verhaal
Na de dood van zijn vrouw wil de Perzische koning Ahasverus hertrouwen met de Joodse meid Esther. De koning moet eerst de Jodenvervolging onder zijn boze grootvizier Haman een halt toeroepen.

## Rolverdeling
| Acteur          | Personage        |
| --------------- | ---------------- |
| Joan Collins    | Esther           |
| Richard Egan    | Koning Ahasverus |
| Denis O'Dea     | Mordekai         |
| Sergio Fantoni  | Haman            |
| Rik Battaglia   | Simon            |
| Renato Baldini  | Kildrates        |
| Gabriele Tinti  | Samuel           |
| Rosalba Neri    | Keresh           |
| Robert Buchanan | Hegai            |
| Daniela Rocca   | Koningin Vasthi  |
| Folco Lulli     | Tobias           |